# 湖南省人民政府
28°07′18″N 112°59′23″E / 28.12162°N 112.989635°E
湖南省人民政府，是中华人民共和国湖南省的省级地方行政机关。

## 沿革
1926年6月，成立湖南省政府。1927年11月，改设湖南省临时政务委员会。1928年5月，复设湖南省政府。
1949年8月，解放军进驻湖南，设立湖南省临时政府。同月，改称湖南省军政委员会。
1950年4月，湖南省人民政府正式成立。1955年2月，改组为湖南省人民委员会，1968年4月，改组为湖南省革命委员会。1979年12月，湖南省革命委员会撤销，复设湖南省人民政府。

## 职权
根据《中华人民共和国地方各级人民代表大会和地方各级人民政府组织法》第七十三条，县级以上的地方各级人民政府行使下列职权：
1. 执行本级人民代表大会及其常务委员会的决议，以及上级国家行政机关的决定和命令，规定行政措施，发布决定和命令；
2. 领导所属各工作部门和下级人民政府的工作；
3. 改变或者撤销所属各工作部门的不适当的命令、指示和下级人民政府的不适当的决定、命令；
4. 依照法律的规定任免、培训、考核和奖惩国家行政机关工作人员；
5. 编制和执行国民经济和社会发展规划纲要、计划和预算，管理本行政区域内的经济、教育、科学、文化、卫生、体育、城乡建设等事业和生态环境保护、自然资源、财政、民政、社会保障、公安、民族事务、司法行政、人口与计划生育等行政工作；
6. 保护社会主义的全民所有的财产和劳动群众集体所有的财产，保护公民私人所有的合法财产，维护社会秩序，保障公民的人身权利、民主权利和其他权利；
7. 履行国有资产管理职责；
8. 保护各种经济组织的合法权益；
9. 铸牢中华民族共同体意识，促进各民族广泛交往交流交融，保障少数民族的合法权利和利益，保障少数民族保持或者改革自己的风俗习惯的自由，帮助本行政区域内的民族自治地方依照宪法和法律实行区域自治，帮助各少数民族发展政治、经济和文化的建设事业；
10. 保障宪法和法律赋予妇女的男女平等、同工同酬和婚姻自由等各项权利；
11. 办理上级国家行政机关交办的其他事项。

## 机构设置
根据《湖南省机构改革方案》，除湖南省人民政府办公厅外，湖南省人民政府设置组成部门23个，直属特设机构1个，直属机构13个，部门管理机构（副厅级）7个。
湖南省人民政府设置下列机构：
- 湖南省人民政府办公厅

### 组成部门
- 湖南省发展和改革委员会
- 湖南省教育厅
- 湖南省科学技术厅
- 湖南省工业和信息化厅
- 湖南省民族宗教事务委员会
- 湖南省公安厅
- 湖南省民政厅
- 湖南省司法厅
- 湖南省财政厅
- 湖南省人力资源和社会保障厅
- 湖南省自然资源厅
- 湖南省生态环境厅
- 湖南省住房和城乡建设厅
- 湖南省交通运输厅
- 湖南省水利厅
- 湖南省农业农村厅
- 湖南省商务厅
- 湖南省文化和旅游厅
- 湖南省卫生健康委员会
- 湖南省退役军人事务厅
- 湖南省应急管理厅
- 湖南省审计厅

（办公厅挂参事室牌子；工业和信息化厅挂国防科技工业局牌子；商务厅挂口岸办公室牌子；应急管理厅挂防汛抗旱指挥部办公室牌子。）

### 直属特设机构
- 湖南省人民政府国有资产监督管理委员会

### 直属机构
- 湖南省林业局
- 湖南省市场监督管理局
- 湖南省广播电视局
- 湖南省体育局
- 湖南省统计局
- 湖南省机关事务管理局
- 湖南省人民政府研究室
- 湖南省国防动员办公室
- 湖南省信访局
- 湖南省乡村振兴局
- 湖南省粮食和物资储备局（副厅级）
- 湖南省医疗保障局（副厅级）

（市场监督管理局挂知识产权局牌子；国防动员办公室挂人民防空办公室牌子；乡村振兴局由农业农村厅统一领导和管理。）

### 直属事业单位
- 湖南省文史研究馆
- 湖南省供销合作总社
- 湖南省人民政府发展研究中心
- 湖南省地方志编纂院
- 湖南省地质院
- 湖南省有色金属管理局
- 湖南省水库移民开发管理局
- 湖南省长株潭一体化发展事务中心
- 湖南省中医药研究院

### 部门管理机构
- 湖南省政务管理服务局，由省政府办公厅管理。
- 湖南省能源局，由省发展改革委管理。
- 湖南省监狱管理局，由省司法厅管理。
- 湖南省文物局，由省文化和旅游厅管理。
- 湖南省中医药管理局，由省卫生健康委管理。
- 湖南省药品监督管理局，由省市场监管局管理。

### 派出机构
- 湖南湘江新区管理委员会
- 湖南省人民政府驻北京办事处
- 湖南省人民政府驻上海办事处
- 湖南省人民政府驻广州办事处
- 湖南省人民政府驻深圳办事处
- 湖南省人民政府驻海南自由贸易港办事处

（中共湖南湘江新区工作委员会与湖南湘江新区管理委员会合署办公。）

## 历任领导
| 湖南省人民政府省长 …… - 许达哲（2016年9月－2020年11月） - 毛伟明（2020年11月至今） 湖南省人民政府常务副省长 …… - 周伯华（1995年10月－2003年3月） - 于幼军（2003年6月－2005年6月） - 肖捷（2005年7月－2007年8月） - 于来山（2007年12月－2013年1月） - 陈肇雄（2013年4月－2015年10月） - 陈向群（2015年12月－2019年2月） - 谢建辉（2019年5月－2021年12月） - 李殿勋（2021年12月－2023年9月） - 张迎春（2023年9月至今） | 湖南省人民政府副省长 …… - 何报翔（2011年9月－2022年11月） - 隋忠诚（2018年1月－2021年12月） - 陈飞（2018年1月－2023年1月） - 吴桂英（2018年1月－2021年3月） - 许显辉（2018年1月－2022年5月） - 陈文浩（2018年1月－2022年1月） - 朱忠明（2020年4月－2021年7月） - 谢卫江（2020年9月－2021年12月） - 王一鸥（2022年1月至今） - 张迎春（2022年2月至今） - 李建中（2022年5月至今） - 秦国文（2022年7月－2024年2月） - 蒋涤非（2022年12月至今） - 周海兵（2023年1月－2025年7月） - 曹志强（2024年2月至今） - 王俊寿 （2024年7月至今） - 陈竞（2025年7月至今） | 湖南省人民政府秘书长 …… - 罗桂求（1995年4月-1998年4月） - 谢康生（1998年4月-2000年4月） - 杨泰波（2000年4月—2003年1月） - 袁建尧（2003年2月—2008年11月） - 武吉海（2008年11月—2010年1月） - 盛茂林（2010年3月－2012年3月） - 戴道晋（2012年3月—2015年5月） - 向力力（2015年5月－2016年11月） - 杨光荣（2016年11月—2017年3月） - 王群（2017年3月－2021年7月） - 邓群策（2021年7月－2023年2月） - 瞿海（2023年2月至今） |